# Culture Chorrera

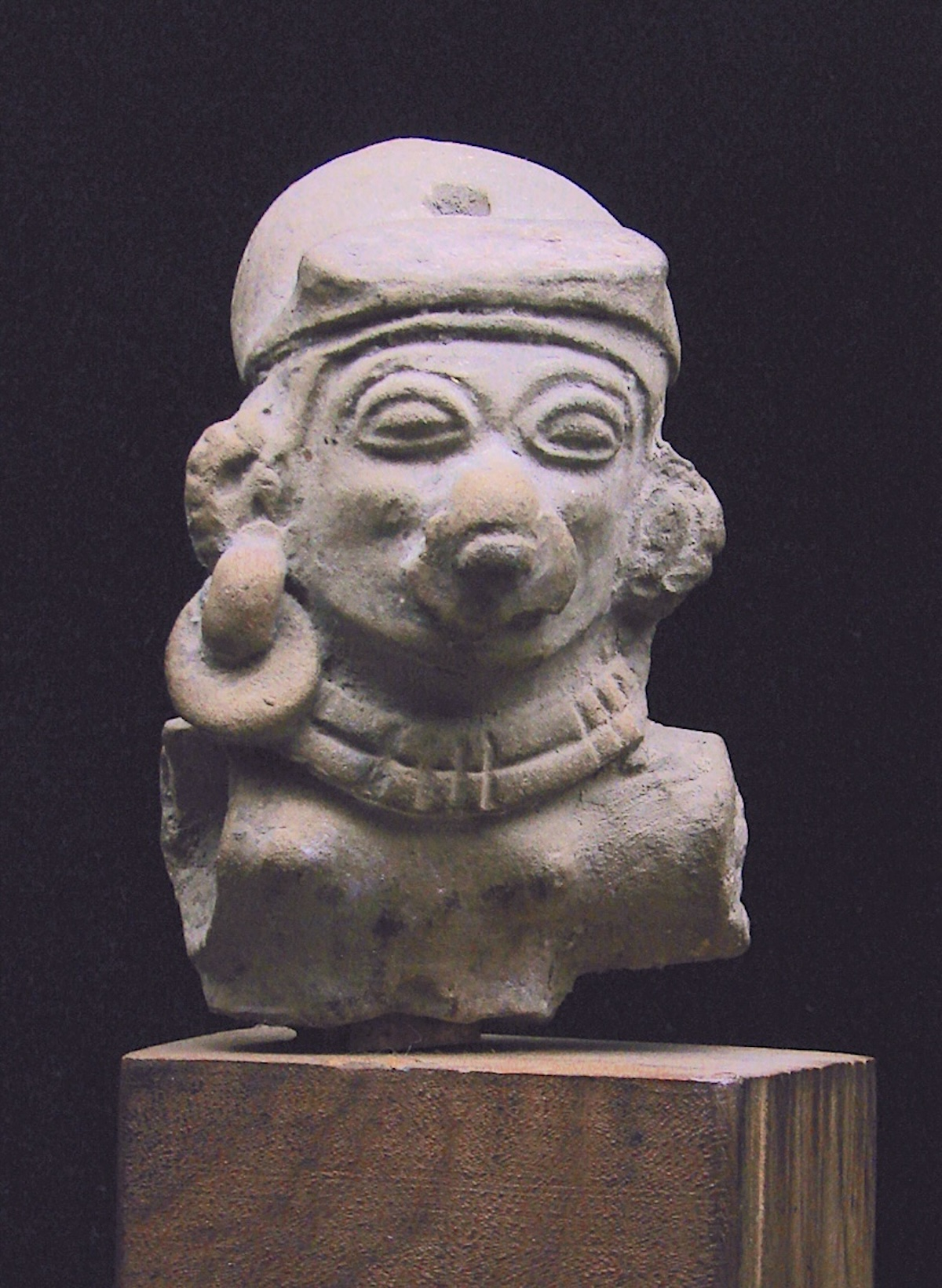
Fragment d'effigie humaine Chorrera, Musée d'Aucha

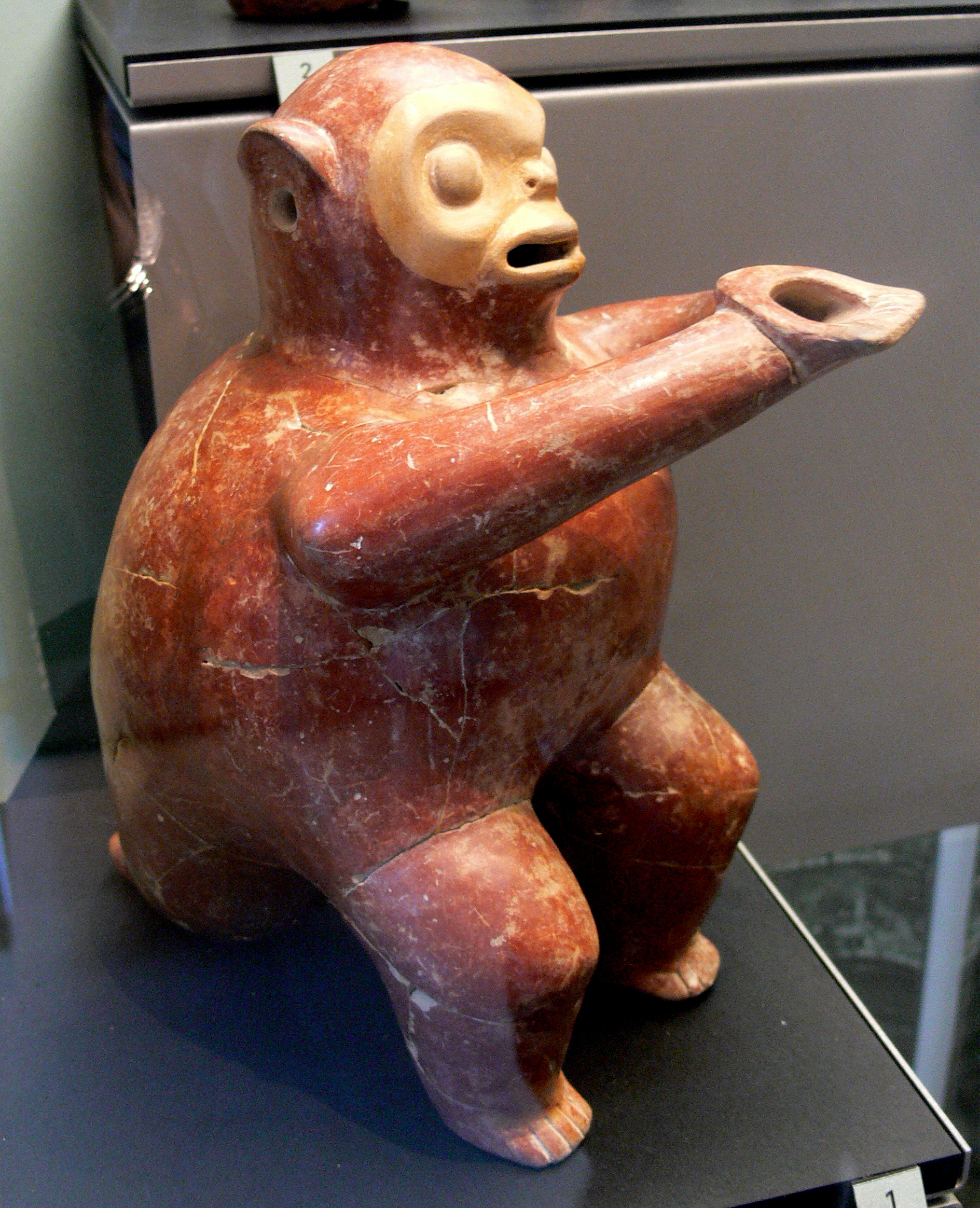
Bouteille à sifflet zoomorphe Chorerra, hauteur 23 cm, Museum zu Allerheiligen

La culture Chorrera ou tradition Chorrera est une culture indigène du formatif récent qui s'épanouit entre 1300 av. J.-C. et 300 av. J.-C. en Équateur. La culture Chorrera est l'une des cultures les plus répandues dans l'Équateur précolombien, couvrant les basses terres du Pacifique jusqu'aux hautes terres andines et même le sud de la Colombie.

## Divisions régionales
En raison des variations des styles de la céramique et d'autres cultures matérielles, la culture Chorrera est divisée en variantes régionales. Elles incluent :
- Phase Mafa, nord de la province d'Esmeraldas
- Phase Tachina, sud de la province d'Esmeraldas
- Phase de Tabuchula, nord de la province de Manabí
- Phase Engoroy, péninsule de Santa Elena et région côtière de Guayas
- Chorrera proprement dite, bassin de la rivière Guayas
- Première phase des Jubones, sud-est de Guaya et ouest de la province d'Azuay
- Phase d'Arenillas, province d'El Oro[1].

D'autres régions présentent une forte influence Chorrera.

## Céramique
La marque de fabrique de la culture Chorrera se caractérise par ses traditions céramiques comportant un bec à sifflet représentant des effigies d’animaux et de plantes et des figurines humaines fabriquées à partir de moules sur des cruches en terre cuite avec bec en étrier. La poterie utilitaire quotidienne était aussi très fine avec de minces parois décorées de motifs rouges ou noirs polis d'un bel éclat. Les surfaces des bols, bouteilles, marmites et autres pièces de céramique ont été incisées, peintes, patinées ou décorées de tampons à bascule. La céramique était également utilisée dans les parures personnelles, par exemple les boucles d'oreilles en céramique et les tampons à bascule utilisés pour la peinture corporelle.
Les caractéristiques décoratives inhabituelles des céramiques Chorrera comprennent la peinture résistante et les engobes iridescents.

## Première utilisation des métaux
Le premier travail du métal en Équateur est attribué aux artisans Chorrera. De nombreux objets et fragments métalliques ont été mis au jour sur le site côtier de Salango. Des objets en cuivre, en argent et en or ont été fabriqués, principalement des produits d'élite comme des bijoux.

## Régime
Les cultures du peuple Chorrera comprennent l'achira (Canna indica), la marante (Maranta arundinacea), le maïs (Zea mays), les haricots communs (Phaseolus vulgaris), ainsi que calebasses et les courges (Cucurbitaceae). Ils cueillaient aussi les fruits des arbres sauvages, le carex (Cyperaceae) et le palmier (Palmae).
Les Chorrera pêchaient et chassaient aussi, attrapant du gibier comme le tatou, le cerf (y compris le cerf de Virginie et le mazama), le canard, les grenouilles, les lézards, le pécari et divers rongeurs.

## Commerce
Cette culture a poursuivi le travail du réseau commercial dynamique établi par les cultures Valdivia et Machalilla. Des pêcheurs de Chorrera ont échangé des coquilles de spondyles et d'autres coquilles marines avec des habitants du bassin de Quito contre de l'obsidienne. L'or est échangé dans les derniers siècles avant notre ère.

## Déclin
En 467 avant notre ère, le volcan Pululahua au nord de Quito entre en éruption, répandant des cendres volcaniques sur une grande partie des régions de plaines de l'ouest de l'Équateur, ce qui a considérablement réduit l'aire d'extension de la culture Chorrera ; cependant, certaines colonies Chorrera, dans l'extrême nord et au sud, ont perduré pendant plusieurs siècles. Celles-ci ont évolué vers des cultures plus complexes au cours de la période de développement régional, entre 300 et 200 av. J.-C..